# Kanupolo-Weltmeisterschaften 2016
Die Kanupolo-Weltmeisterschaften 2016 der International Canoe Federation fanden vom 30. August bis zum 4. September 2016 in der italienischen Stadt Syrakus statt.
Bei den Herren nahmen 24 Nationen teil, bei den Damen 18, bei der U21 der Herren 18 und bei der U21 der Damen 11 Nationen.

## Ergebnisse
| Kategorie  | Gold                   | Silber      | Bronze     |
| ---------- | ---------------------- | ----------- | ---------- |
| Männer     | Italien                | Frankreich  | Spanien    |
| Frauen     | Neuseeland             | Deutschland | Frankreich |
| U21 Männer | Vereinigtes Königreich | Deutschland | Italien    |
| U21 Frauen | Deutschland            | Polen       | Neuseeland |